# Division d'Honneur 1950-1951
La Division d'Honneur 1950-1951 è stata la 48ª edizione della massima serie del campionato belga di calcio disputata tra il 3 settembre 1950 e il 6 maggio 1951 e conclusa con la vittoria del R.S.C. Anderlecht, al suo quarto titolo.

## Formula
Come nella stagione precedente le squadre partecipanti furono 16 e disputarono un turno di andata e ritorno per un totale di 30 partite.
Le ultime due classificate vennero retrocesse in Division 1.

## Classifica finale
| Pos. | Squadra               | G  | V  | N  | P  | GF | GS | Punti |
| ---- | --------------------- | -- | -- | -- | -- | -- | -- | ----- |
| 1    | R.S.C. Anderlecht     | 30 | 13 | 12 | 5  | 66 | 38 | 38    |
| 2    | K Berchem Sport       | 30 | 17 | 4  | 9  | 71 | 48 | 38    |
| 3    | K.R.C. Mechelen       | 30 | 13 | 10 | 7  | 55 | 43 | 36    |
| 4    | R.F.C. de Liège       | 30 | 13 | 9  | 8  | 65 | 41 | 35    |
| 5    | R. Beerschot AC       | 30 | 13 | 8  | 9  | 67 | 44 | 34    |
| 6    | Anversa               | 30 | 13 | 8  | 9  | 54 | 52 | 34    |
| 7    | K.A.A. Gent           | 30 | 11 | 10 | 9  | 43 | 38 | 32    |
| 8    | Standard Liegi        | 30 | 11 | 8  | 11 | 44 | 47 | 30    |
| 9    | Olympic Charleroi     | 30 | 12 | 5  | 13 | 60 | 60 | 29    |
| 10   | KV Mechelen           | 30 | 12 | 5  | 13 | 58 | 69 | 29    |
| 11   | R. Charleroi S.C.     | 30 | 9  | 9  | 12 | 42 | 47 | 27    |
| 12   | Racing Club Bruxelles | 30 | 9  | 8  | 13 | 43 | 49 | 26    |
| 13   | Tilleur FC            | 30 | 9  | 8  | 13 | 41 | 48 | 26    |
| 14   | Daring Bruxelles      | 30 | 7  | 9  | 14 | 46 | 66 | 23    |
| 15   | Beringen              | 30 | 9  | 4  | 17 | 43 | 78 | 22    |
| 16   | Club Brugge K.V.      | 30 | 6  | 9  | 15 | 27 | 57 | 21    |

G = Partite giocate; V = Vittorie; N = Nulle/Pareggi; P = Perse; GF = Goal fatti; GS = Goal subiti; 